# Nawanagar (stato)
Lo Stato di Nawanagar fu uno stato principesco del subcontinente indiano, avente per capitale la città di Nawanagar.

## Storia
Lo Stato di Nawanagar venne fondato nel 1540 da Jam Rawal, un discendente dei governanti di stirpe Jadeja di Kutch, e fu teatro di una costante guerra con gli stati vicini e con l'Impero moghul. Solo il Trattato Walker del 1807 riuscì dopo molto tempo a porre fine alla guerra tra gli Stati del Kathiawar. Nawanagar passò sotto la protezione degli inglesi il 22 febbraio 1812.
Ranjitsinhji Vibhoji, regnante dal 1907 al 1933, fu uno dei più grandi giocatori di cricket della sua epoca a livello mondiale ed implementò notevolmente lo sport all'interno dei suoi domini. Dopo la sua morte venne creato il Ranji Trophy, il premio per un campionato interno allo Stato, a partire dal 1934 assegnato dalla Board of Control for Cricket in India (BCCI).
Ranjitsinhji, rimase cancelliere della Camera dei Principi (1931–1933); dopo la sua morte nel 1933 venne succeduto da suo nipote Digvijaysinhji Ranjitsinhji ricoprì la carica di cancelliere (1937–1944) e continuò la promozione del cricket come il suo predecessore, oltre a stanziare fondi per il lavoro e le accademie di stato.
Nawanagar fu uno dei primi stati a siglare l'atto di ingresso nel nuovo Stato dopo l'indipendenza dell'India e dal 1949 lo Stato venne unito ad altri per formare lo Stato di Saurashtra. Il 19 giugno 1959, i confini del distretto vennero espansi con l'inclusione di Okhamandal, ed il distretto venne rinominato Jamnagar, divenendo poi parte dello Stato di Gujarat alla divisione dello Stato di Bombay il 1º maggio 1960.

## Governanti
I governanti dello Stato di Nawanagar portarono il titolo di Jam Sahib.

### Jam Sahib
| Regno                               | Nome                        | Nascita | Morte |
| ----------------------------------- | --------------------------- | ------- | ----- |
| 2 ottobre 1690 - 13 ottobre 1708    | Lakhaji Tamachi             |         | 1708  |
| 13 ottobre 1708 - 13 agosto 1711    | Raisinhji Lakhaji           |         | 1711  |
| 13 agosto 1711 – 1743               | Tamachi Raisinhji           |         | 1743  |
| settembre 1743 - 2 novembre 1767    | Lakhaji Tamachi             | 1743    | 1767  |
| 2 novembre 1767 - 6 agosto 1814     | Jasaji Lakhaji              |         | 1814  |
| 6 agosto 1814 - 24 febbraio 1820    | Sataji Lakhaji              |         | 1820  |
| 24 febbraio 1820 - 22 febbraio 1852 | Ranmalji Sataji             |         | 1852  |
| 22 febbraio 1852 - 28 aprile 1895   | Vibhoji Ranmalji            | 1827    | 1895  |
| 28 aprile 1895 - 14 agosto 1906     | Jashwantsinhji Vibhoji      | 1882    | 1906  |
| 12 marzo 1907 - 2 aprile 1933       | Ranjitsinhji Vibhoji        | 1872    | 1933  |
| 2 aprile 1933 - 15 agosto 1947      | Digvijaysinhji Ranjitsinhji | 1895    | 1966  |